# Rhododendron pachyphyllum
Rhododendron pachyphyllum är en ljungväxtart som beskrevs av Wen Pei Fang. Rhododendron pachyphyllum ingår i släktet rododendron, och familjen ljungväxter. Inga underarter finns listade i Catalogue of Life.